# Weißplatte
Weißplatte är en bergstopp i Schweiz på gränsen till Österrike. Den ligger i regionen Prättigau/Davos och kantonen Graubünden, i den östra delen av landet. Toppen på Weißplatte är 2 630 meter över havet.
Den högsta punkten i närheten är Sulzfluh, 2 817 meter över havet, 2,4 km väster om Weißplatte.
I omgivningarna runt Weißplatte förekommer i huvudsak kala bergstoppar.